# Muzak
Muzak, en musikgenre som används som bakgrundsmusik i hissar, varuhus och ibland på flygplatser, eller järnvägsstationer eller liknande. I folkmun ofta kallat "hissmusik". Det är vanligen instrumentalmusik som sammansatts för att påverka lyssnaren på olika sätt. Musiken kan exempelvis få kunderna att handla mera i en affär, öka kundomsättningen i en restaurang eller göra så att personalen arbetar effektivare.

## Historia
Den officiella historien är att general George Squier kom på ett sätt att överföra ljud från en fonograf över elnätet. Han patenterade uppfinningen 1922, men sålde den samma år till North American Company som anställde honom i sitt företag Wired Radio Inc. Först 1934 kom Squiers idé att marknadsföras, då ett hyreshus i Lakeland, Cleveland, Ohio fick tre kanaler med underhållning och nyheter för 1.50$ i månaden. Samma år komponerade företaget själv ett medley med Whispering, Do You Ever Think of Me? och Here in My Arms framförda av Sam Lanin's orkester. Företaget bytte nu namn till Muzak. En sammankoppling av music och Squiers favoritföretag Kodak. Innan året var slut dog Squier, men företaget blomstrade.
Ett problem var dock kommersiell radio som konkurrerade med Muzak. Man kom på att istället marknadsföra sig till restauranger och hotell i New York. Folk var rädda att bli dödade om hissen skulle falla när de åkte i de höga skyskraporna. Lugn musik från Muzak gjorde hissåkarna lugna.
1936 introducerades Muzak i fabriker och andra arbetsplatser. Varuhusen märkte att kunderna stannade längre i butiken och handlade mer om bakgrundsmusiken var på.

### Liknande företag
- MusicPartner AB
- PlayNetwork
- Applied Media Technologies Corporation
- DMX Music
- In-Store Broadcasting Network
- Music Choice
- Reel Sound Productions
- Trusonic
- XM Satellite Radio
- Coffe House